# فرودگاه هومرویل
فرودگاه هومرویل (به انگلیسی: Homerville Airport) یک فرودگاه همگانی بهره‌برداری هوایی است، که یک باند فرود آسفالت دارد و طول باند آن ۱۲۱۹ متر است. این فرودگاه در کشور ایالات متحده آمریکا قرار دارد و در ارتفاع ۵۷ متری از سطح دریا واقع شده‌است.